# Dicranomyia frontalis
Dicranomyia frontalis är en tvåvingeart som först beskrevs av Rasmus Carl Staeger 1840.  Dicranomyia frontalis ingår i släktet Dicranomyia och familjen småharkrankar. Arten är reproducerande i Sverige. Inga underarter finns listade i Catalogue of Life.